# Lohbarbek
Lohbarbek település Németországban, Schleswig-Holstein tartományban. Lakosainak száma 794 fő (2023. december 31.).

## Népesség
A település népességének változása:
| Lakosok száma | 522  | 699  | 743  | 741  | 786  | 803  | 794  |
|               | 1975 | 2014 | 2017 | 2019 | 2021 | 2022 | 2023 |